# Fettick Ottó
Fettick Ottó (Budapest, 1875. június 1. – Budapest, Erzsébetváros, 1954. február 3.) állatorvos, egyetemi tanár, műgyűjtő.

## Életútja
Fettick György és Grumprecht Emma fia. 1896-ban szerezte diplomáját a budapesti állatorvosi főiskolán. 1905-től tanársegéd volt a belorvosi klinikán, ezt követően a magyaróvári gazdasági akadémia tejhigiéniai laboratóriumát vezette. 1909-től az állatorvosi főiskola magántanár, 1917-től a tejhigiénia címzetes nyilvános rendkívüli, 1924-től címzetes nyilvános rendes tanára. Amikor 1934-ben a tanszék megszűnt, nyugdíjba ment, megszerezte orvosi diplomáját és gyermekgyógyászattal foglalkozott egészen haláláig. A tejhigiénia és a tejvizsgálatok kérdései voltak a szakterülete. Közleményeit kiadta a hazai és külföldi szaklapokban, illetőleg a nemzetközi tejgazdasági kongresszusok évkönyveiben. Kerámiák, ötvösmunkák és keleti szőnyegekből álló gyűjteményét az Iparművészeti Múzeumra hagyományozta. Halálát tüdőgyulladás, világítógáz-mérgezés okozta.

## Művei
- Új fehérjebontó és vajsavas erjedést létesítő baktérium (Bp., 1907)
- A tejtermékeknek állami ellenőrzőjeggyel való ellátásáról szóló 1925. X. tc. és a tejsavbaktériumok színtenyészeteinek alkalmazása a vajgyártásban (Bp., 1928)